# Bálint Ákos
Bálint Ákos (Csíkszentimre, 1893. június 2. – Gyergyószentmiklós, 1983.) magyar tanító, népművelő, tankönyvíró, zeneszerző. Bálint Erzsébet apja.

## Életútja
A csíksomlyói tanítóképző intézetben 1912-ben nyert oklevelet. 1918-tól 1953-ig Gyergyószentmiklóson tanított, majd iskolaigazgató. Részt vett a Gyergyói Múzeum munkájában (1954–56). Évtizedekig Gyergyó zenei és művelődési életének egyik irányítója volt. Népdalgyűjtő, zeneműveket szerzett: ezek népdalfeldolgozások kórusra, dalok, egyházi énekek.
Gyergyószentmiklóson több kiadásban megjelent tankönyve az Öröm-Ábéce és olvasókönyv... (1922). Módszertani munkája: Mesés vezérfonal az ÖRÖM ÁBÉCÉ-ből való olvasás-írás tanításához... (1924). A Beethoven-centenárium alkalmából zenei alapismereteket nyújtó dalegyleti zsebkönyvet adott ki (Gyergyószentmiklós, 1927).

## Emlékezete
1993. június 5-én ünnepelte százéves fennállását Gyergyószentmiklós ipartestületi férfikara, az Ipartestületi Dalegylet. Az ünnepségre megjelent Bálint Ákos karnagy Gyergyószentmiklósi Ipartestületi Dalegylet centenáriumi emlékkönyve (Gyergyószentmiklós, 1993).
2010-ben a Gyergyószentmiklósi Ipartestület Férfikara "Örökös tiszteletbeli karnagy" címet adományozott post mortem Bálint Ákosnak, aki 1923–1973 között 50 éven át vezette a férfikart.
2024. június 2-án, születésének 131. évfordulóján, leszármazottai (unokák, dédunokák és ükunokák) hangszeren játszottak a gyergyószentmiklósi örmény katolikus templomban, ahol egykor kántorkodott.